# Kaunaško tehnološko sveučilište
Kaunaško tehnološko sveučilište (litvanski: Kauno Technologijos Universitetas) je najveće tehničko sveučilište u baltičkim državama i drugo po veličini u Litvi.
Za vrijeme sovjetske okupacije (1950. – 1990.), sveučilište se zvalo "Kaunaški politehnički institut" (litvanski: Kauno politechnikos institutas), a od 1974. Kaunaški politehnički institut "Antanas Sniečkus". 
Politehnički institut je, zajedno s Kaunaški medicinski institut, bio formiran od ostataka sveučilišta Vitolda Velikog, nakon što su dva humanistička fekulteta bila prebačena u sveučilište u Vilniusu 1949. godine.

## Vanjske poveznice
- http://www.ktu.lt/en/index1.html  Arhivirana inačica izvorne stranice od 2. listopada 2006. (Wayback Machine) Službene stranice sveučilišta